# Nikki McCray
Nikki Kesangane McCray, coniugata Penson (Collierville, 17 dicembre 1971 – 7 luglio 2023), è stata una cestista e allenatrice di pallacanestro statunitense, professionista nella ABL e nella WNBA.

## Carriera
Con gli Stati Uniti ha disputato due edizioni dei Giochi olimpici (Atlanta 1996, Sydney 2000), i Campionati mondiali del 1998 e i Campionati americani del 1993.
Nell'aprile del 2020 viene nominata allenatrice della Mississippi State University.

## Palmarès
- Campionessa ABL (1997)
- ABL Most Valuable Player (1997)
- All-ABL First Team (1997)